# Martin Rasner
Martin Rasner (* 18. května 1995) je rakouský profesionální fotbalista, který hraje na pozici záložníka za klub SV Ried.

## Klubová kariéra
Rasner se dne 10. června 2022 připojil ke klubu Admira Wacker, kde podepsal dvouletou smlouvu.
Dne 29. května 2024 podepsal Rasner dvouletou smlouvu s týmem SV Ried.

## Reprezentační kariéra
Rasner byl mládežnickým reprezentantem Rakouska.